# حكومة تصريف الأعمال
حكومة تصريف الأعمال أو حكومة تسيير الأعمال هي حكومة مؤقتة ناقصة الصلاحية لأغراض تصريف الأمور في بعض الأوقات قد تكون مرحلة انتقالية أو انتخابات أو ظرف طاريء حال عن عدم تاسيس حكومة جديدة أو تاخرها ولا يحق لهذه الحكومة البت بالامور المهمة والمصيرية.

## امثلة
- المجلس الوطني الانتقالي في ليبيا